# Teluk Pinang (Ciawi)
Teluk Pinang is een bestuurslaag in het regentschap Bogor van de provincie West-Java, Indonesië. Teluk Pinang telt 8933 inwoners (volkstelling 2010).